# Jan Benedykt Solfa
Jan Benedykt Solfa herbu własnego (ur. w 1483 w Trzebielu, zm. 31 marca 1564 w Krakowie) – lekarz, kanonik warmiński, głogowski, wrocławski, wileński, sandomierski, warszawski i krakowski.
Absolwent Akademii Krakowskiej. W latach 1513–1518 odbył studia medyczne we Włoszech, prawdopodobnie w Bolonii i Wenecji. Od 1522 roku nadworny lekarz Zygmunta I Starego i Zygmunta Augusta. W 1541 cesarz Karol V podniósł go do stanu szlacheckiego i obdarzył herbem (Solfa), co potwierdził własnym nadaniem król Zygmunt. Autor wielu nowatorskich traktatów medycznych o sposobach leczenia różnych chorób i o etyce lekarskiej. Pisał wiersze i prace o tematyce historycznej, teologicznej i filozoficznej. Jego dzieła na bieżąco wydawane były w Krakowie, a także w Moguncji. Ponadto utrzymywał żywe kontakty z wieloma wybitnymi myślicielami, min. z Celio Calcagninim i z Erazmem z Rotterdamu.
Godność kanonika kapituły warmińskiej otrzymał w 1526, zajmując miejsce zmarłego Jana Chrapickiego. Rzadko przebywał na Warmii, ale regularnie współpracował jako lekarz z Mikołajem Kopernikiem (który na jego rzecz zrezygnował w 1538 z godności scholastyka Świętego Krzyża we Wrocławiu). W 1532 i 1536 razem z Kopernikiem prowadził kurację biskupa Maurycego Ferbera, a w 1541 obaj kanonicy-lekarze korespondowali w sprawie choroby jednego z dworzan księcia Albrechta Hohenzollerna w Królewcu. Od 1547 (po śmierci kanonika Pawła Płotowskiego) Solfa był prepozytem kapituły warmińskiej. Rok później występował przeciwko kandydaturze Tiedemanna Giesego na biskupa warmińskiego, popierając Stanisława Hozjusza, a w 1550 po śmierci Giesego sam znalazł się na królewskiej liście kandydatów na warmińską stolicę biskupią.
Pochowany w katedrze na Wawelu.